# 마쓰다 다모쓰
마쓰다 다모쓰(일본어: 松田 保, 1948년 ~ )는 일본의 축구 지도자이다.

## 경력
1993년 일본 U-17 국가대표팀의 감독으로 부임. 1995년 FIFA U-17 세계 축구 선수권 대회에 출전했다.